# Та, що входить у море
«Та, що входить у море» — український радянський кольоровий короткометражний художній фільм-притча 1965 року. Це дипломна робота режисера Леоніда Осики, знята на Кіностудії ім. О. Довженка.
Фільм є короткою поетичною притчею початку людського життя. Маленька дівчинка опиняється на березі моря, поки на пляжі триває доросле життя, побут, повсякденність.

## Сюжет
Фільм починається сценою людного пляжу, куди приходить жінка та приносить малу дочку. Пляж змінюється на безлюдний, у кадрі чергуються майже оголені чи оголені жінка, дівчинка, чоловік.
На березі з'являється дівчина, що вимазує своє обличчя брудом. Жінка бере з узбережжя мушлі і непомітно опиняється майже засипана ними. Дівчинка кладе ще кілька мушель їй на обличчя. Потім дівчинка знаходить покинутий кранець, що сам собою котиться за нею. Чоловік спостерігає за цим, йде в море та зникає там.
Жінка забирає дочку, вони купаються в морі. Закінчується фільм сценою з дівчинкою, яка ходить колами по кранцю.

## У ролях
- Тетяна Малиш — дівчинка
- Антоніна Лефтій — мати дівчинки
- Зоя Недбай — дівчина на морі
- Геннадій Юхтін — чоловік на морі
- Петро Голтвянський — епізод

## Знімальна група
- Режисер — Леонід Осика
- Сценарист — Євген Хринюк
- Оператор — Михайло Бєліков
- Композитор — Володимир Губа
- Художник — Олег Степаненко

## Створення
Цей короткометражний фільм — дипломна робота Леоніда Осики. Він задумував «Ту, що входить у море» як історію про пізнання світу дитиною, відпущеною матір'ю в «море життя». Фільм уперше в післявоєнному українському кіно працював з темою тілесності, оголеним чоловічим і жіночим тілом.
Дипломна комісія, виконуючи постанову «Про роботу з молодими творчими кадрами на кіностудіях республіки» Державного Комітету з кінематографії СРСР, у 1968 році звинуватила стрічку «Та, що входить у море» у формалізмі й не зарахувала її як дипломну роботу.

## Сприйняття
Анна Авраменко описала фільм як «етюд» про головних персонажів, які втілюють справжність, щирість, духовний спокій на противагу ілюзорності матеріального щастя, заклопотаності. В цьому фільм «Та, що входить у море» став провісником ідеї «суспільства спектаклю».